# Mnesarete williamsoni
Mnesarete williamsoni – gatunek ważki z rodziny świteziankowatych (Calopterygidae).